# Мышиная белка
Мышиная белка (лат. Myosciurus pumilio) — вид грызунов (отряд Rodentia) в семействе Sciuridae.  Единственный вид  в пределах рода Myosciurus. Он встречается в тропических лесах Камеруна, Республики Конго, Экваториальной Гвинеи и Габона. Он не считается находящимся под угрозой исчезновения, но, вероятно, численность сокращается на местном уровне из-за потери среды обитания. Наряду с азиатской крошечной белкой, мышиная белка — самая маленькая белка в мире, общая длина которой составляет около 12-14 см, а масса всего 15-18 г, что меньше, чем типичная домовая мышь.

## Среда обитания
Мышиные белки ведут дневной образ жизни и живут на деревьях. Эти белки водятся во многих лесах Центральной Африки. Они предпочитают более низкие ярусы леса и большую часть времени проводят на высоте до пяти метров.

## Описание
Мышиные белки — самые маленькие белки в мире. У этих карликовых белок задние конечности длиннее передних, дугообразный профиль черепа, ризодонтные коренные зубы и постоянно растущие резцы. Крошечное тело мышиной белки больше похоже на мышь, чем на белку. Глаза обведены белыми кольцами, по  краям ушей белые оторочки. Шерсть светло-оливково-белая снизу и охристо-коричневая сверху. Вес взрослой особи в среднем составляет 16,5 грамм. У этого вида по одному премоляру с каждой стороны верхней челюсти. Существует небольшой половой диморфизм, при этом размер тела самки немного меньше, чем у самца, но размер черепа самца немного меньше, чем у самки. Длина тела составляет около 60–75 мм, а длина хвоста — 50–60 мм.

## Размножение
Информация о размножении мышиной белки мало. Как правило, древесные белки имеют полигамную систему спаривания, при которой существует конкуренция между самцами за доступ к самкам. В конце концов самка спаривается с наиболее конкурентоспособными, и они спариваются в защищённом укромном месте, чтобы предотвратить нападения или угрозы других самцов во время совокупления.
Среднее количество потомков около 2.  Пик размножения, основываясь на наблюдениях за похожими видами белок, по-видимому, по-видимому, приходится на определённый сезон,  но неизвестно, какой именно период благоприятствует размножению. По-видимому, только самки заботятся о потомстве, но подробности точно не известны.

## Поведение
Мышиные белки живут на деревьях, и активны днём, во время которого они заняты интенсивным поиском  пищи из-за своего небольшого размера. Это единственный вид белок, который по ветвям деревьев перемещается вверх ногами. Мышиные белки ведут одиночный образ жизни, но их наблюдали и виесте с другими особями. Они не участвуют в группировании для нападения на хищников.

## Общение и восприятие
У мышиных белок нет острого слуха, зрения или обоняния. Они используют вибриссы на своем теле, чтобы помочь им ориентироваться в стволах и ветвях деревьев. Была записана тревожная вокализация низкой интенсивности, которая описывается как «слабый пищащий звук», который, по-видимому, предупреждает и привлекает внимание к близлежащей опасности. Эти крики могут предупредить молодых или находящихся поблизости животных об угрозе.

## Пищевые привычки
В отличие от большинства белок, мышиные белки не создают запасы пищи, то есть они не прячут и не хранят свою еду. Мышиные белки всеядные. Эти белки питаются соскобами с коры, насекомыми и фруктами. Предполагается, что маслянистые споры микроскопических грибов могут быть основным веществом, которое эти белки получают из коры.

## Хищничество
Мышиные белки становятся жертвами хищных птиц. Также некоторыми другими известными хищниками являются циветты, змеи и странствующие муравьи. У этих белок критическая окраска, и они всегда настороже, что помогает им избегать хищников.

## Охранный статус
Вырубка лесов и разрушение среды обитания — основные угрозы для этого вида, поскольку это сокращает площадь их биотопов, приводит к снижению численности популяции. В западной части Центральной Африки слабый контроль за использованием природных ресурсов, незаконная вырубка леса, рост населения и слабая защита территориальная охрана природы — вот некоторые из угроз, которым подвергаются эти белки.